# Przywództwo personalistyczne
Przywództwo personalistyczne – termin, który do analizy przywództwa wprowadził polski naukowiec Bronisław Bombała w 1999 roku. Koncepcja przywództwa personalistycznego w warstwie ontologiczno-aksjologicznej opiera się na filozofii personalistycznej, a w warstwie epistemologiczno-metodologicznej na metodzie fenomenologicznej. W myśl tej koncepcji każdy interesariusz organizacji powinien być traktowany podmiotowo. Istotą pracy menedżera (eidos) jest odsłanianie horyzontów, czyli przyszłych stanów organizacji i dróg do nich prowadzących, tzn. potencjalnych działań. Menedżer powinien tworzyć warunki sprzyjające aktywności i zaangażowaniu wszystkich członków organizacji. Koncepcja przywództwa personalistycznego w wymiarze praktycznym opiera się na fenomenologii Maxa Schelera. Za podstawową zasadę przyjmuje „moralny wzlot”, tj. zakłada, że „doskonalenie organizacji” rozpoczyna się od siebie samego. W rezultacie dochodzi się do stanu „przywództwa personalistycznego”. Ma ono miejsce wtedy, gdy menedżerowie i pracownicy wchodzą we wzajemne związki, które wynoszą ich na wyższy poziom moralności. Ważne jest, iż z gruntu moralny charakter takiej relacji polega na podniesieniu na wyższy poziom zachowań tak menedżera, jak i tych, którzy z nim współdziałają.